# 石澄川
石澄川（いしずみがわ）は、大阪府箕面市と池田市の境を流れる淀川水系の4次支川である。

## 地理
北摂山系の六個山北部に源を発する流路延長4.8km程度の一級河川（一級河川指定区間2.8km）で、ゴルフ場内のため池を経て、石澄滝を架ける。
山間部を抜けると河岸および河床の大部分はコンクリート製となるが、一部に親水護岸も見られる。
箕面市瀬川2丁目で箕面川に合流する。
流域では、初夏にはゲンジボタルの飛び交う姿が見られるほか、ニホンイノシシの幼獣が迷い込むことがある。

## 流域の自治体
大阪府
箕面市、池田市

## 流域の観光地
- 石澄滝
- 石澄川桜並木

## 主な支流
- 堂九本川